# جام ملت‌های فوتسال آسیا
مسابقات قهرمانی فوتسال آسیا مهم‌ترین رقابتهای فوتسال در سطح قاره آسیا است. نخستین دوره این مسابقه‌ها در سال ۱۹۹۹ در کشور مالزی برگزار شد و پس از آن‌ها به‌طور سالانه (از سال ۲۰۰۸ هر دو سال یکبار) این مسابقات پیگیری می‌شود. تیم ملی فوتسال ایران قهرمان مقتدر این مسابقات بوده‌ است به گونه ای که تاکنون در طی هفده دوره این مسابقات به سیزده عنوان قهرمانی، دو نایب قهرمانی و دو عنوان سومی دست پیدا کرده‌ است. در بیشتر ادوار مسابقات، اکثر عناوین از جمله بهترین بازیکن، بهترین گلزن، بهترین خط حمله و بهترین خط دفاع، جام اخلاق و بهترین مربی از آن تیم ایران شده است. شکی نیست كه فوتسال ایران در کلاس جهانی قرار داشته و فاصله‌ی زیادی با آسیا دارد اما حضورش در جام قهرمانی آسیا باعث پیشرفت سایر کشورها هم شده است. چهار دوره قهرمانی ژاپن، افزایش سهمیه آسیا از دو به پنج تیم، صعود سه تیم آسیایی به مرحله حذفی و کسب مقام سوم توسط یک تیم آسیایی (ایران) در جام جهانی ٢٠١۶، همگی گواهی بر این مدعاست.

## چهار تیم برتر هر دوره
| دوره        | میزبان            |                                       | قهرمان                                | نتیجه                                 | نایب قهرمان                           |                                       | سوم                                   | نتیجه                                 | چهارم |
| ----------- | ----------------- | ------------------------------------- | ------------------------------------- | ------------------------------------- | ------------------------------------- | ------------------------------------- | ------------------------------------- | ------------------------------------- | ----- |
| ۱۹۹۹ جزئیات | مالزی             | · ایران                               | ۱-۹                                   | · کرهٔ جنوبی                           | · قزاقستان                            | ۲–۲ (۵– ۳)پ                           | · ژاپن                                |                                       |       |
| ۲۰۰۰ جزئیات | تایلند            | · ایران                               | ۱-۴                                   | · قزاقستان                            | · تایلند                              | ۶-۸                                   | · ژاپن                                |                                       |       |
| ۲۰۰۱ جزئیات | ایران             | · ایران                               | ۰-۹                                   | · ازبکستان                            | · کرهٔ جنوبی                           | ۱-۲                                   | · ژاپن                                |                                       |       |
| ۲۰۰۲ جزئیات | اندونزی           | · ایران                               | ۰-۶                                   | · ژاپن                                | · تایلند                              | ۲-۴                                   | · کرهٔ جنوبی                           |                                       |       |
| ۲۰۰۳ جزئیات | ایران             | · ایران                               | ۴-۶                                   | · ژاپن                                | · تایلند                              | ۲-۸                                   | · کویت                                |                                       |       |
| ۲۰۰۴ جزئیات | ماکائو            | · ایران                               | ۳-۵                                   | · ژاپن                                | · تایلند                              | ۱-۳                                   | · ازبکستان                            |                                       |       |
| ۲۰۰۵ جزئیات | ویتنام            | · ایران                               | ۰-۲                                   | · ژاپن                                | · ازبکستان                            | مشترک                                 | · قرقیزستان                           |                                       |       |
| ۲۰۰۶ جزئیات | ازبکستان          | · ژاپن                                | ۱-۵                                   | · ازبکستان                            | · ایران                               | ۳-۵                                   | · قرقیزستان                           |                                       |       |
| ۲۰۰۷ جزئیات | ژاپن              | · ایران                               | ۱-۴                                   | · ژاپن                                | · ازبکستان                            | ۳-۵                                   | · قرقیزستان                           |                                       |       |
| ۲۰۰۸ جزئیات | تایلند            | · ایران                               | ۰-۴                                   | · تایلند                              | · ژاپن                                | ۳-۵                                   | · چین                                 |                                       |       |
| ۲۰۱۰ جزئیات | ازبکستان          | · ایران                               | ۳-۸                                   | · ازبکستان                            | · ژاپن                                | ۱-۶                                   | · چین                                 |                                       |       |
| ۲۰۱۲ جزئیات | امارات متحده عربی | · ژاپن                                | ۱-۶                                   | · تایلند                              | · ایران                               | ۰-۴                                   | · استرالیا                            |                                       |       |
| ۲۰۱۴ جزئیات | ویتنام            | · ژاپن                                | ۲–۲ (۳–۰)پ                            | · ایران                               | · ازبکستان                            | ۱-۲                                   | · کویت                                |                                       |       |
| ۲۰۱۶ جزئیات | ازبکستان          | · ایران                               | ۱-۲                                   | · ازبکستان                            | · تایلند                              | ۰-۸                                   | · ویتنام                              |                                       |       |
| ۲۰۱۸ جزئیات | تایوان            | · ایران                               | ۰-۴                                   | · ژاپن                                | · ازبکستان                            | ۴–۴ (۲–۱)پ                            | · عراق                                |                                       |       |
| ۲۰۲۰ جزئیات | ترکمنستان         | برگزار نشد (به دلیل همه گیری کوید-۱۹) | برگزار نشد (به دلیل همه گیری کوید-۱۹) | برگزار نشد (به دلیل همه گیری کوید-۱۹) | برگزار نشد (به دلیل همه گیری کوید-۱۹) | برگزار نشد (به دلیل همه گیری کوید-۱۹) | برگزار نشد (به دلیل همه گیری کوید-۱۹) | برگزار نشد (به دلیل همه گیری کوید-۱۹) |       |
| ۲۰۲۲ جزئیات | کویت              | · ژاپن                                | ۲-۳                                   | · ایران                               |                                       | · ازبکستان                            | ۲-۸                                   | · تایلند                              |       |
| ۲۰۲۴ جزئیات | تایلند            | · ایران                               | ۱-۴                                   | · تایلند                              | · ازبکستان                            | ۵-۵ (۳–۱)پ                            | · تاجیکستان                           |                                       |       |

## جدول مدال ها
| رتبه           | کشور           | طلا | نقره | برنز | مجموع |
| -------------- | -------------- | --- | ---- | ---- | ----- |
| ۱              | ایران          | ۱۳  | ۲    | ۲    | ۱۷    |
| ۲              | ژاپن           | ۴   | ۶    | ۲    | ۱۲    |
| ۳              | ازبکستان       | ۰   | ۴    | ۶    | ۱۰    |
| ۴              | تایلند         | ۰   | ۳    | ۵    | ۸     |
| ۵              | قزاقستان       | ۰   | ۱    | ۱    | ۲     |
| ۵              | کرهٔ جنوبی      | ۰   | ۱    | ۱    | ۲     |
| مجموع (۶ کشور) | مجموع (۶ کشور) | ۱۷  | ۱۷   | ۱۷   | ۵۱    |

## عملکرد کشورها
| رتبه | تیم       | قهرمان                                                                              | نایب قهرمان                             | سوم                                   | چهارم                |
| ---- | --------- | ----------------------------------------------------------------------------------- | --------------------------------------- | ------------------------------------- | -------------------- |
| ۱    | ایران     | ۱۳ (۱۹۹۹، ۲۰۰۰، ۲۰۰۱*، ۲۰۰۲، ۲۰۰۳*، ۲۰۰۴، ۲۰۰۵، ۲۰۰۷، ۲۰۰۸، ۲۰۱۰، ۲۰۱۶، ۲۰۱۸، ۲۰۲۴) | ۲ (۲۰۱۴ ،۲۰۲۲)                          | ۲ (۲۰۱۲، ۲۰۰۶)                        | –                    |
| ۲    | ژاپن      | ۴ (۲۰۰۶، ۲۰۱۲، ۲۰۱۴ ،۲۰۲۲)                                                          | ۶ (۲۰۰۲، ۲۰۰۳، ۲۰۰۴، ۲۰۰۵، ۲۰۰۷*، ۲۰۱۸) | ۲ (۲۰۰۸، ۲۰۱۰)                        | ۳ (۱۹۹۹، ۲۰۰۰، ۲۰۰۱) |
| ۳    | ازبکستان  | –                                                                                   | ۴ (۲۰۰۱، ۲۰۰۶*، ۲۰۱۶، ۲۰۱۰*)            | ۶ (۲۰۰۵، ۲۰۰۷، ۲۰۱۴، ۲۰۱۸، ۲۰۲۲،۲۰۲۴) | ۱ (۲۰۰۴)             |
| ۴    | تایلند    | –                                                                                   | ۳ (۲۰۰۸*، ۲۰۲۴،۲۰۱۲)                    | ۵ (۲۰۰۰*، ۲۰۰۲، ۲۰۰۳، ۲۰۰۴، ۲۰۱۶)     | ۱ (۲۰۲۲)             |
| ۵    | کره جنوبی | –                                                                                   | ۱ (۱۹۹۹)                                | ۱ (۲۰۰۱)                              | ۱ (۲۰۰۲)             |
| ۶    | قزاقستان  | –                                                                                   | ۱ (۲۰۰۰)                                | ۱ (۱۹۹۹)                              | –                    |
| ۷    | قرقیزستان | –                                                                                   | –                                       | ۱ (۲۰۰۵)                              | ۲ (۲۰۰۶، ۲۰۰۷)       |
| ۸    | چین       | –                                                                                   | –                                       | –                                     | ۲ (۲۰۰۸، ۲۰۱۰)       |
| ۹    | کویت      | –                                                                                   | –                                       | –                                     | ۲ (۲۰۰۳، ۲۰۱۴)       |
| ۹    | استرالیا  | –                                                                                   | –                                       | –                                     | ۱ (۲۰۱۲)             |
| ۱۰   | ویتنام    | –                                                                                   | –                                       | –                                     | ۱ (۲۰۱۶)             |
| ۱۱   | عراق      | –                                                                                   | –                                       | –                                     | ۱(۲۰۱۸)              |

## جدول کامل تمام دوره‌ها
تا پایان ۲۰۲۲
| رتبه | تیم               | دوره | بازی | برد | مساوی | باخت | گل زده | گل خورده | تفاضل | امتیاز | تعداد قهرمانی |
| ---- | ----------------- | ---- | ---- | --- | ----- | ---- | ------ | -------- | ----- | ------ | ------------- |
| ۱    | ایران             | ۱۷   | ۹۹   | ۹۳  | ۲     | ۴    | ۹۳۸    | ۱۴۱      | +۷۹۷  | ۲۸۱    | ۱۳            |
| ۲    | ژاپن              | ۱۶   | ۹۸   | ۷۳  | ۶     | ۱۹   | ۴۶۹    | ۱۹۱      | +۲۷۸  | ۲۲۵    | ۴             |
| ۳    | ازبکستان          | ۱۶   | ۸۵   | ۵۶  | ۶     | ۲۳   | ۳۵۹    | ۲۱۳      | +۱۴۶  | ۱۷۴    | ۰             |
| ۴    | تایلند            | ۱۶   | ۸۱   | ۵۴  | ۶     | ۲۱   | ۴۵۹    | ۲۳۱      | +۲۲۸  | ۱۶۸    | ۰             |
| ۵    | قرقیزستان         | ۱۵   | ۶۵   | ۲۷  | ۱۱    | ۲۷   | ۲۰۵    | ۲۳۹      | -۳۴   | ۹۲     | ۰             |
| ۶    | لبنان             | ۱۲   | ۴۹   | ۱۹  | ۱۰    | ۲۰   | ۱۸۳    | ۱۹۹      | -۱۶   | ۶۶     | ۰             |
| ۷    | کرهٔ جنوبی         | ۱۴   | ۵۷   | ۲۰  | ۶     | ۳۱   | ۲۳۸    | ۲۷۳      | -۳۵   | ۶۶     | ۰             |
| ۸    | کویت              | ۱۲   | ۵۲   | ۱۸  | ۶     | ۲۸   | ۱۹۵    | ۲۱۲      | -۱۷   | ۶۰     | ۰             |
| ۹    | عراق              | ۱۲   | ۴۸   | ۱۸  | ۴     | ۲۶   | ۱۷۰    | ۱۷۷      | -۷    | ۵۲     | ۰             |
| ۱۰   | چین               | ۱۲   | ۴۷   | ۱۶  | ۲     | ۲۹   | ۱۸۴    | ۲۱۳      | -۲۰   | ۵۰     | ۰             |
| ۱۱   | استرالیا          | ۷    | ۳۱   | ۱۶  | ۱     | ۱۴   | ۸۷     | ۱۰۵      | -۱۸   | ۴۹     | ۰             |
| ۱۲   | تاجیکستان         | ۱۱   | ۳۹   | ۱۳  | ۲     | ۲۴   | ۱۳۲    | ۲۱۱      | -۷۹   | ۴۱     | ۰             |
| ۱۳   | ویتنام            | ۶    | ۲۷   | ۱۱  | ۲     | ۱۴   | ۷۶     | ۱۰۵      | -۲۹   | ۳۵     | ۰             |
| ۱۴   | تایوان            | ۱۳   | ۴۴   | ۱۰  | ۳     | ۳۱   | ۱۲۸    | ۲۱۸      | -۹۰   | ۳۳     | ۰             |
| ۱۵   | اندونزی           | ۱۰   | ۳۶   | ۱۰  | ۲     | ۲۴   | ۱۱۸    | ۱۸۷      | -۶۹   | ۳۲     | ۰             |
| ۱۶   | قزاقستان          | ۳    | ۱۵   | ۸   | ۴     | ۳    | ۷۷     | ۴۲       | +۳۵   | ۲۸     | ۰             |
| ۱۷   | فلسطین            | ۳    | ۱۵   | ۹   | ۰     | ۶    | ۱۰۱    | ۷۰       | +۳۱   | ۲۷     | ۰             |
| ۱۸   | مالزی             | ۱۲   | ۳۳   | ۸   | ۱     | ۲۴   | ۹۰     | ۱۸۵      | -۹۵   | ۲۵     | ۰             |
| ۱۹   | هنگ کنگ           | ۵    | ۲۰   | ۷   | ۱     | ۱۲   | ۵۸     | ۱۰۰      | -۴۲   | ۲۲     | ۰             |
| ۲۰   | ترکمنستان         | ۷    | ۲۴   | ۶   | ۱     | ۱۷   | ۶۸     | ۱۴۱      | -۷۳   | ۱۹     | ۰             |
| ۲۱   | قطر               | ۳    | ۱۲   | ۳   | ۰     | ۹    | ۴۸     | ۷۰       | -۲۲   | ۹      | ۰             |
| ۲۲   | بحرین             | ۳    | ۱۱   | ۲   | ۳     | ۶    | ۳۲     | ۵۰       | -۱۸   | ۹      | ۰             |
| ۲۳   | عربستان سعودی     | ۲    | ۶    | ۲   | ۱     | ۳    | ۱۴     | ۱۵       | -۱    | ۷      | ۰             |
| ۲۴   | فیلیپین           | ۳    | ۱۳   | ۱   | ۲     | ۱۰   | ۲۱     | ۸۵       | -۶۴   | ۵      | ۰             |
| ۲۵   | ماکائو            | ۴    | ۱۷   | ۱   | ۱     | ۱۵   | ۲۳     | ۱۶۷      | -۱۴۴  | ۴      | ۰             |
| ۲۶   | امارات متحدهٔ عربی | ۱    | ۳    | ۱   | ۰     | ۲    | ۶      | ۸        | -۲    | ۳      | ۰             |
| ۲۷   | کامبوج            | ۱    | ۴    | ۱   | ۰     | ۳    | ۱۲     | ۴۶       | -۳۴   | ۳      | ۰             |
| ۲۸   | عمان              | ۱    | ۳    | ۰   | ۰     | ۳    | ۳      | ۱۸       | -۱۵   | ۰      | ۰             |
| ۲۹   | برمه              | ۱    | ۳    | ۰   | ۰     | ۳    | ۵      | ۲۲       | -۱۷   | ۰      | ۰             |
| ۳۰   | اردن              | ۲    | ۶    | ۰   | ۰     | ۶    | ۷      | ۲۵       | -۱۸   | ۰      | ۰             |
| ۳۱   | برونئی            | ۱    | ۴    | ۰   | ۰     | ۴    | ۷      | ۵۳       | -۴۶   | ۰      | ۰             |
| ۳۲   | بوتان             | ۱    | ۶    | ۰   | ۰     | ۶    | ۱۳     | ۷۳       | -۶۰   | ۰      | ۰             |
| ۳۳   | مالدیو            | ۲    | ۹    | ۰   | ۰     | ۹    | ۱۰     | ۱۲۸      | -۱۱۸  | ۰      | ۰             |
| ۳۴   | گوآم              | ۲    | ۹    | ۰   | ۰     | ۹    | ۸      | ۱۴۲      | -۱۳۴  | ۰      | ۰             |
| ۳۵   | سنگاپور           | ۳    | ۱۱   | ۰   | ۰     | ۱۱   | ۱۵     | ۱۷۰      | -۱۵۵  | ۰      | ۰             |

## برترین گلزنان
در ۱۳ دوره از ۱۶ دوره برگزار شده فوتسال جام ملت‌های آسیا، عنوان بهترین گلزن به تیم ایران تعلق گرفته‌است. وحید شمسایی گلزن تیم ملی فوتسال ایران با به دست آوردن بهترین گلزن مسابقات در هشت دوره برگزار شده رکورد کم مانندی را از خود به یادگار گذاشته‌است.
| دوره | آقای گل                      | گل                           |
| ---- | ---------------------------- | ---------------------------- |
| ۱۹۹۹ | کاظم محمدی رضا رضایی کمال    | ۱۸                           |
| ۲۰۰۰ | تردساک چایمان                | ۱۱                           |
| ۲۰۰۱ | وحید شمسایی                  | ۳۱                           |
| ۲۰۰۲ | وحید شمسایی                  | ۲۶                           |
| ۲۰۰۳ | وحید شمسایی                  | ۲۴                           |
| ۲۰۰۴ | وحید شمسایی                  | ۳۳                           |
| ۲۰۰۵ | وحید شمسایی                  | ۲۳                           |
| ۲۰۰۶ | وحید شمسایی                  | ۱۶                           |
| ۲۰۰۷ | کنیچیرو کوگوره               | ۱۲                           |
| ۲۰۰۸ | وحید شمسایی                  | ۱۳                           |
| ۲۰۱۰ | محمد طاهری                   | ۱۳                           |
| ۲۰۱۲ | وحید شمسایی                  | ۷                            |
| ۲۰۱۴ | حسین طیبی                    | ۱۵                           |
| ۲۰۱۶ | سوفاوت تونکلانگ              | ۱۴                           |
| ۲۰۱۸ | حسین طیبی                    | ۱۴                           |
| ۲۰۲۰ | بر اثر همه گیری کرونا لغو شد | بر اثر همه گیری کرونا لغو شد |
| ۲۰۲۲ | حسین طیبی                    | ۱۰                           |
| ۲۰۲۴ | سعید احمدعباسی               | ۸                            |

## با ارزش‌ترین بازیکن
| دوره | بازیکن          |
| ---- | --------------- |
| ۱۹۹۹ | انتخاب نشد      |
| ۲۰۰۰ | انتخاب نشد      |
| ۲۰۰۱ | انتخاب نشد      |
| ۲۰۰۲ | آنوچا مونجارن   |
| ۲۰۰۳ | وحید شمسایی     |
| ۲۰۰۴ | محمدرضا حیدریان |
| ۲۰۰۵ | کنیچیرو کوگوره  |
| ۲۰۰۶ | کنیچیرو کوگوره  |
| ۲۰۰۷ | وحید شمسایی     |
| ۲۰۰۸ | وحید شمسایی     |
| ۲۰۱۰ | محمد طاهری      |
| ۲۰۱۲ | رافائل هنمی     |
| ۲۰۱۴ | علی‌اصغر حسن‌زاده |
| ۲۰۱۶ | علی‌اصغر حسن‌زاده |
| ۲۰۱۸ | علی‌اصغر حسن‌زاده |
| ۲۰۲۰ | لغو شد          |
| ۲۰۲۲ | مسلم اولادقباد  |
| ۲۰۲۴ | سعید احمدعباسی  |